# Méchouar de Casablanca
Méchouar de Casablanca (arabiska: المشور الدار البيضاء) är en stadskommun i Marocko. Den ligger i prefekturen Casablanca och regionen Casablanca-Settat, men är den enda delen av prefekturen som inte tillhör Casablanca kommun. Antalet invånare var 2 645 vid folkräkningen 2014.